# Panis angelicus (Franck)
Pour les articles homonymes, voir Panis angelicus.
Le Panis angelicus est un petit motet composé par César Franck. Initialement inséré dans la messe à trois voix, op. 12, cette pièce est effectivement appréciée et admirée, tant dans la liturgie que lors des événements.

## Historique
Le motet Panis angelicus fut composé, par César Franck, pour la liturgie de l'église Sainte-Clotilde de Paris, à laquelle le compositeur était en fonction comme organiste titulaire de l'orgue de Cavaillé-Coll depuis 1858.

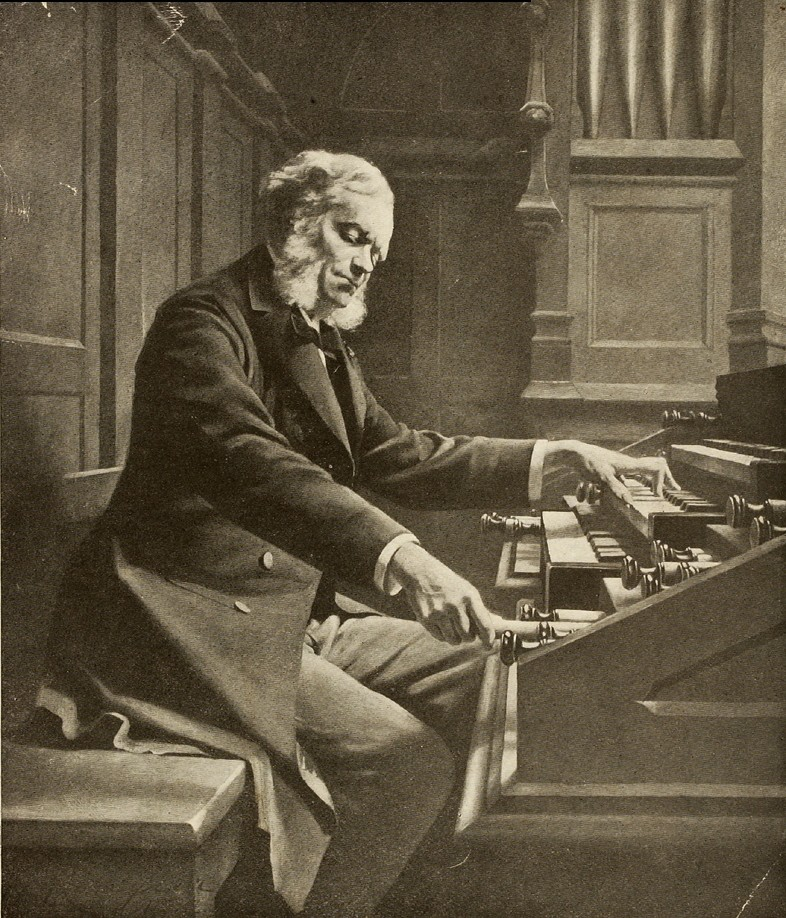
Compositeur du Panis angelicus le plus diffusé et le plus aimé, César Franck, jouant l'orgue de Cavaillé-Coll de la Sainte-Clotilde en 1888.

Dans sa publication sortie en 1897, Georges Servières attribuait cette composition à l'année 1872. Afin de confirmer cette date, encore faut-il trouver, soit le manuscrit autographe soit une lettre de Franck.
Patrick M. Liebergen (université du Wisconsin–Stout) considère que l'origine de la pièce était une improvisation que Franck ait jouée à Noël de 1861, mais sans indice concret.
Ce qui reste assez certain est que la pièce fut exécutée en 1878, à l'église Sainte-Clotilde. Encore selon Georges Servières, il s'agissait de la messe solennelle de Pâques, y célébrée le dimanche 21 avril au matin. Dans cette optique, Franck avait remanié son ancienne messe à 3 voix, composée en 1860 ou 1861. Sans doute en raison de la disponibilité des musiciens, l'accompagnement avait-il été réduit en quelques instruments, orgue, harpe, violoncelle et contrebasse, à la place de l'orchestre. Pour une raison inconnue, le compositeur avait supprimé son O salutaris et inséré le Panis angelicus,. Cette représentation fut suivie de la publication de cette version de messe (voir Version originale et variants). Tels sont des témoignages, qui restent rares, de ce motet.
Compositeur décédé en 1890, l'ascension du motet Panis angelicus commença au début du XXe siècle. Le premier enregistrement remonterait en 1906. Accompagné du violon et de l'orgue, le bariton italien Ferruccio Corradetti l'interprétait, duquel le disque était sorti de la Società italiana di Fonotipia, fondée  à Milan en 1904. En 1909 chez Bornemann, une version de la messe, y compris Panis angelicus, fut publiée, en tant que version orchestrale. Le Panis angelicus de Franck devint un phénomène.
En décembre 2021, la bibliothèque royale de Belgique acquit le manuscrit autographe complet de la messe à trois voix en la majeur, daté du 1860. À la différence de la publication posthume de 1909, ce manuscrit en version orchestre contient du motet O salutaris, au lieu du Panis angelicus. D'où, ce manuscrit ne donne aucune datation du Panis angelicus.

## Version originale et variants
Les partitions publiées de Panis angelicus de Franck sont quasiment incomptables. Il existe des versions vocales en solo, accompagnées par un instrument ou un orchestre, surtout préférées par les chanteurs de l'opéra. Parfois, la voix s'accompagne du chœur aussi. En faveur des amateurs de l'instrument, de nombreuses partitions instrumentales sont disponibles, pour le violon, la flûte, le hautbois, la clarinette ... avec l'accompagnement de l'orgue ou du piano. En effet, en dépit de la beauté de cette pièce, l'interprétation n'est pas trop difficile : « Laissez-vous bercer par sa douce mélodie, la conduite vocale et la simplicité de l'accompagnement en font un petit bijou » (Benjamin François, 2018).
S'il est difficile à identifier la composition la plus ancienne de César Franck, la bibliothèque nationale de France conserve une partition importante, publiée en 1880, dix ans avant le décès du compositeur. Donc il est certain que cette publication fut effectuée sous l'autorisation du compositeur. Il s'agit d'une publication à Paris, chez Étienne Repos, Libraire-Éditeur de livres liturgiques et de chant romain. Le manuscrit autographe aussi est conservé à cette bibliothèque. Dans cette version originale, la voix haute s'accompagne du violoncelle, de la harpe et de l'orgue. Organiste par excellence, l'accompagnement de l'orgue est très sophistiqué.
- César Franck, Messe à trois voix pour soprano, ténor et basse, avec accompagnement d'orgue, harpe, violoncelle et contrebasse, par César Franck, organiste de Sainte-Clotilde, professeur d'orgue au Conservatoire, Œuvre 12me : [lire en ligne]

Cette édition est, à l'origine, une réduction de la version orchestre de 1860, qui ne contenait pas le Panis angelicus.

## Caractéristiques
À la différence de la pratique traditionnelle de Panis angelicus, le motet de Franck fait chanter la sixième strophe seule de l'hymne Sacris solemniis, de laquelle Thomas d'Aquin était auteur, mais en répétition. Toutefois, il semble que le compositeur voulût éviter la doxologie (strophe VII), en raison du contexte liturgique. En effet, dans le rite parisien, cette doxologie était souvent remplacée ou supprimée, lors de l'élévation.
Un autre indice de la connaissance de Franck est celui de la composition. Dans un premier temps, la mélodie est d'abord exposée seule avant d'être reprise à deux voix, sous forme d'un canon strict se déployant jusqu'à la mesure finale. C'est dans ce canon que réside tout le charme de cette oeuvre. Il est également à noter que les accents latins de texte sont entièrement respectés. Toutes les syllabes accentuées sont affectées aux notes importantes. D'où, lors de l'interprétation, il faut respecter ces accents, mais mélodiquement (en legato). La beauté du latin accentué sera obtenue, tout comme le chant grégorien.

## Usage actuel
Avant le concile Vatican II, ce motet était exécuté dans quasi-totalité des églises catholiques occidentales. En admettant que la pratique soit devenue moins fréquente, ce motet est toujours chanté tant dans les églises catholiques qu'auprès des Anglicans, qui gardent le chant liturgique en latin.
En raison de sa popularité, dans les concerts, le Panis angelicus de Franck demeure plus important et plus fréquent. Il est à noter qu'en faveur de la célébration du mariage, il s'agit d'un chant préféré. Ainsi, lors des noces du prince Joachim de Danemark tenues le 18 novembre 1995, une version instrumentale fut exécutée par l'orgue et des cuivres.

## Exemples de l'exécution

### Dans la liturgie
- Pâques 2014 par le chœur de King's College (Cambridge) :
- Messe dominicale du 14 juin 2020 à l'église de Pogórze (Grande-Pologne) (ténor et orgue) :

### Concerts
- En janvier 2007 par Chloë Agnew de Celtic Woman au Slane Castle (soprano, violoncelle, chœur et orchestre) :

### Noces
- Un mariage chrétien tenu en 2017 aux États-Unis (soprano et violon) :

### Hommages
- Par Placido Domingo rendant hommage au feu pape Jean-Paul II en 2005, enregistrement en direct à New York (ténor et orchestre) :

## Autour de l'œuvre
Avant qu'en France, le film Les Choristes ne connaisse une immense succès en 2004, l'émission de la série The Choir de BBC selon l'œuvre de Joanna Trollope devint un phénomène en Angleterre en 1995. Le Panis angelicus de Franck était, pour cette série, en usage dans sa bande-son. Soliste à 13 ans, Anthony Way jouant le rôle de Henry Ashworth gagna une excellent réputation avec cette pièce. Non seulement son album Panis angelicus connut plus de 350 000 exemplaires de vente, mais aussi resta le disque le plus vendu durant 15 semaines de UK Classical Charts (classement des disques de la musique classique au Royaume-Uni). Enfin, l'enregistrement fut récompensé, par British Phonographic Industry, comme disque platine.
[vidéo] « Disponible », sur YouTube (fin de cette série).
Cette pièce était préférée par célèbres Les Trois Ténors.
Dans sa publication effectuée en 2018, Benjamin François qualifiait cette pièce comme l'un des 100 chefs-d'œuvre de la musique classique.